# 기독교 선교단체
기독교 선교단체란 그리스도인들을 통해 그리스도인 다운 삶을 살아가게 하고, 헌신한 간사와 선교사들을 통해 직접 선교에 참여하며, 이들을 위하여 후원하는 후원회 등의 조직을 갖춘 주로 개신교인을 중심으로 한 비영리단체를 뜻한다.

## 나라별 선교단체

### 대한민국
다음은 대한민국에서 활동하는 주요 선교단체의 목록과 영어 이름, 그리고 실제로 불리는 약자를 정리한 것이다.한국 안에서 생긴 단체의 경우에는 별표 표시를 하였으며, 별도의 특정 목적의 선교를 목표로 하고 있는 경우에는 분야를 첨부하였다.

#### 국내 대학생 선교단체들
- 대학생 선교회 (Campus Crusade for Christ, CCC)
- 네비게이토 선교회 (Navigators)
- 예수전도단 (Youth With A Mission, YWAM)
- 한국기독학생회 (Inter-Varsity christian Fellowship, IVF)
- 대학생성경읽기선교회 (University Bible Fellowship, UBF)*
- 죠이선교회 (Jesus first, Others second, You third, JOY)
- 학생신앙운동 (Student For Christ, SFC)* (예장 고신교단과 예장 고려교단의 일부)
- 예수제자운동 (Jesus Disciple Movement, JDM)*
- 인터콥 (INTERCP, 전방선교)*
- UDC선교회 (Union Disciple for Christ)
- 머시십 (Mercy ships, 항해선교)
- 기독대학인회 (Evangelical Students Fellowship, ESF)*
- 국제대학선교협의회 (Campus Mission International, CMI)*
- CAM 대학선교회 (Christ's Ambassador Mission, CAM)* (여의도순복음교회의 일부)
- 대학연합선교봉사회 (The Union of University Mission Service Center, UMSC)*
- 한국누가회 (Christian Medical Fellowship, CMF, 의대생)*
- 제자들선교회  (Disciples For Christ, DFC)*
- 빚진자들선교회 (Debtors to Saviour Mission, DSM)*
- 가스펠무브먼트 (Gospel Movement, GM)*
- 미래세대선교회 (Future Generation Mission International, FGMI)*
- ECU 복음주의학생연합 (Evangelical Christian Union, ECU)*

### 해외중심의 선교단체들
- 국제복음선교회(WEM)
- OMF 선교회 (Overseas Missionary Fellowship, 동아시아권)
- 컴 선교회  (Come Mission, 이슬람, 전방개척 선교)
- 인터서브 선교회 (Interserve International)
- SIM 선교회 (Serving in Mission / Society for International Ministries)
- (사) 한국해외선교회
  - 세계 성경번역 선교회 (Wycliffe Bible Translator, WBT/GBT, 성경번역)
  - 개척선교회 (Global Missions Pioneers, GMP, 전방선교)*
  - 호프 선교회 (HOPE)*
- 국제 WEC (Worldwide Evangelization for Christ)
- OM 선교회 (Operation Mobilization, 항해선교)
- 오픈도어 선교회 (Open Doors, 성경 전달)
- 모퉁이돌 선교회 (Cornerstone Ministries, 북한, 전방선교)*
- GP 선교회 (Global Partners)
- 한나선교회 (Hannah International Mobilization, 항해선교)*
- FMnC 선교회 (Frontier Mission and Computer)*
- 보르네오 선교회 (Borneo for Christ, 보르네오)
- 부족선교회 (New Tribal Mission, NTM)
- 오병이어 선교회 (Wholistic Interest Through Health, 식량공급)*
- 일본복음선교회 (Japan Evangelical Mission, 일본)*
- 기아대책 (Food for the Hungry, FHI, 기아아동)
- 위디국제선교회 (We Illuminate Thy Holy Eternal Entity, 외국인 노동자)*
- 프론티어스 (Frontiers, 이슬람)*
- 알타이 선교회 (알타이계 민족)
- 열방네트워크 (BTC, 전방선교) *
- 바울선교회 *
- 중국어문선교회 *
- AFC 선교회 (Ambassador for Christ, 유럽권)*
- 한국어린이전도협회 (CEF, 어린이)*
- 다윗의세대선교회 (Davidic Generation Mission, 청소년)*

### 국내, 국외 문화 중심의 대한민국 선교단체들
- (재)극동방송 (Far East Broadcasting Company, 라디오방송)

- EMT 선교회(서종현 선교사, 이강훈 선교사)-음악 *
- 마하나임 유도 선교회(이승찬 선교사)-유도*